# Le Petit Bougnat
Pour plus de détails, voir Fiche technique et Distribution.
Le Petit Bougnat est un film français réalisé par Bernard Toublanc-Michel, sorti en 1970.

## Synopsis
Deux jeunes enfants se retrouvent en colonie de vacances. Le garçon, surnommé Bougnat (Claude Amazan), que sa mère a oublié d’inscrire, arrive, par débrouillardise, à s’y retrouver. Mais la discipline qu’il y découvre lui pèse. La fille, Rose (Isabelle Adjani), tente, quant à elle, d’y échapper. Elle y trouvera cependant l’amour.

## Fiche technique
- Titre : Le Petit Bougnat
- Réalisation : Bernard Toublanc-Michel
- Scénario et dialogues : François Boyer
- Directeur de la photographie : Pierre Levent
- Musique : Pierre Vassiliu
- Costumes : Gitt Magrini
- Ingénieur du son : Jean Duguet
- Montage : Colette Lambert
- Directeur de production : Roger Scipion
- Production : Georges de Beauregard
- Durée : 95 minutes
- Date de sortie : 6 mai 1970

## Distribution
- Claude Amazan : Bougnat
- Isabelle Adjani : Rose
- Vincenzo Sartini : Roland
- Guy Allombert : un moniteur
- Marie-Claude Rauzier
- Michel Théodon
- Christophe Charleroux
- Virginie Charleroux
- Michel Gérard

## Lieux de tournage
En Charente-Maritime :
- La Rochelle ;
- Île de Ré (la prison).

Dans le Val-d'Oise :
- Sarcelles.

Dans le Puy-de-Dôme :
- Gelles ;
- Vernines.

## Autour du film
- C'est dans ce film qu'Isabelle Adjani, adolescente, fait ses premiers pas devant une caméra.
- C'est Francis Huster qui aurait dû jouer le rôle de Roland. Mais à la suite d'un changement de production il fut remplacé par un acteur italien : Vincenzo Sartini.
- Le film a été tourné en deux temps : début septembre, avant la rentrée scolaire, puis pendant les vacances de Noël[2].
- Sur l'édition en DVD, Les Jolies colonies d'Adjani, documentaire inédit sur le film avec Bernard Toutblanc-Michel.